# Jade Villalon
Jade Villalon, all'anagrafe Jade Valerie Villalon (San Diego, 12 agosto 1980), è una cantante e attrice statunitense, nota anche come Jade Valerie o come Jade from Sweetbox.
Esordì nel gruppo delle Sweetbox con il quale rimase per 7 anni (dal 2000 al 2007, anni in cui il gruppo fu portato al successo dal singolo Everything's Gonna Be Alright) per poi continuare la carriera da solista.

## Biografia
Jade è nata a San Diego da padre filippino e madre americana.
Passa l'infanzia e la giovinezza tra Los Angeles e il Giappone dove da piccola inizia la sua carriera.

## Musica
Jade prima di entrare negli Sweetbox canta nel gruppo Gemstone con Christina Vidal e Crystal Grant. Dopo il successo degli Sweetbox, soprattutto nel continente asiatico, Jade canta da solista e pubblica due album, Out of the Box e Bittersweet Symphony.

## Final Fantasy X-2
Nel 2004 all'uscita occidentale del gioco Final Fantasy X-2 le canzoni originalmente cantate dalla cantante J-pop giapponese Koda Kumi non furono giudicate buone, a causa della scarsa pronuncia inglese della donna, fu deciso che a cantare in questa versione del gioco sarebbe stata Jade.
All'epoca dell'uscita del gioco Jade (che faceva parte ancora degli Sweetbox) prese il nome di Jade from Sweetbox. Jade prende parte all'incisione di tre canzoni, Real Emotion, 1000 Words e 1000 Words (Orchestral Version).
Tutte le canzoni sono presenti nell'album Final Fantasy X-2 Original Soundtrack e, a parte 1000 Words (Orchestral Version) dell'album degli Sweetbox, Adagio.
Nella versione "Final Fantasy X-2 International + Last Mission", una versione particolare del videogioco distribuita in Giappone, le canzoni di Koda furono sostituite da quelle di Jade.

## Crush
Jade inoltre incide due versioni della canzone Crush una disponibile nell'album Out of the Box l'altra in duetto con la cantante sudcoreana Baek Ji-young